# لويس ميغيل مارتين
لويس ميغيل مارتين (بالإسبانية: Luis Miguel Martín Berlanas)‏ هو منافس ألعاب قوى إسباني، ولد في 11 يناير 1972 في مدريد في إسبانيا.

## وصلات خارجية
- لويس ميغيل مارتين على موقع الاتحاد الدولي لألعاب القوى (الإنجليزية)
- لويس ميغيل مارتين على موقع أوليمبيديا (الإنجليزية)
- لويس ميغيل مارتين على موقع اللجنة الأولمبية الإسبانية (الإسبانية)